# 17 Tamuz

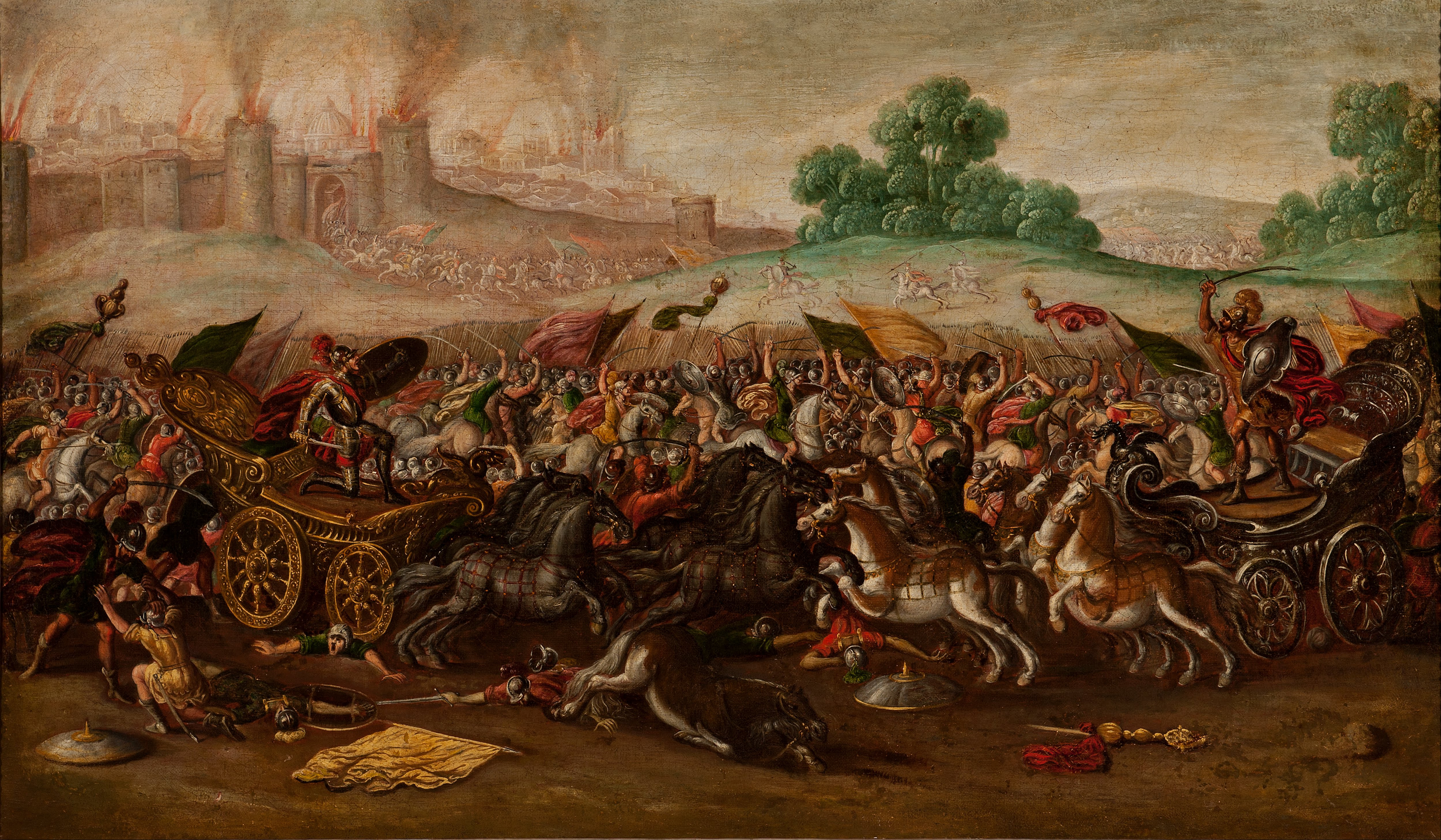
Oastea babiloneană a regelui Nabucodonosor al II-lea (Nebucadnețar) incendiază Ierusalimul (cca. 586 î.Hr.).

Postul de 17 Tamuz (în ebraică: צוֹם שִבְעָה עָשָׂר בְּתַמּוּז, în transcripție română sau latină: Țom Șiva Asar beTamuz, Tzom Shiva Asar beTamuz sau Yud Zain BeTamuz =  17 Tamuz) este unul din cele șase posturi rituale iudaice. El cade în a 17-a zi a celei de-a patra luni a calendarului vechi ebraic, luna Tamuz și marchează o perioadă de trei săptămâni de post care culminează cu postul Tisha B'Av (9 Av) Acest post comemorează străpungerea zidurilor Ierusalimului care a precedat distrugerea Celui de-al Doilea Templu al Ierusalimului. După Biblia ebraică sau Vechiul Testament, și după Talmudul Babilonean și zidul Primului Templu, Templul lui Solomon, a fost străpuns in luna Tamuz, înaintea distrugerii acestuia, dar la data de 9 Tamuz. După Talmudul palestinian (ierusalimitean) și data acestui eveniment a fost 17 Tamuz. În mod  tradițional acest post amintește totodată și distrugerea primelor două Table ale Legii cu Cele Zece Porunci, precum și alte calamități istorice care ar fi avut loc în acea dată în istoria poporului evreu.
Ziua de 17 Tamuz cade la 40 zile după sărbătoarea evreiască Șavuot. Conform cu tradiția iudaică, Moise a urcat pe Muntele Sinai de Șavuot și a rămas acolo sus vreme de 40 zile. În acest răstimp fiii lui Israel au făcut vițelul de aur în după amiaza zilei de 16 Tamuz , când se părea că Moise nu a revenit de pe munte cum promisese. Moise a coborât, însă, în ziua următoare (patruzeci de zile după numărarea lui), și când a aflat că poporul său, pe care l-a scos din Egipt se închinase la idolul vițelului de aur, s-a mâniat și a spart Tablele Legii pe care le-a adus de pe munte.
Tot aproape de această dată,  în iulie 1099, se zice că ar fi fost străpuns Zidul Ierusalimului și în vremea Primei Cruciade